# کننین-جی
کننین-جی (انگلیسی: Kennin-ji) یک پرستشگاه آیین بودایی، ذن در هیگاشی‌یاما، کیوتو، کیوتو، ژاپن، در نزدیکی گیون است.